# 楊忠國
楊忠國（1947年6月2日—）是越南社會主義共和國的歷史學家，目前是越南歷史科學會總書記。

## 經歷
楊忠國出生於越南民主共和國的河內市，是一位越南民族主義者。
他目前是越南國會中少數的無黨籍國會代表，而且敢於批判越南當今的時政。